# Ugnė Urbonaitė
Ugnė Urbonaitė (* 3. Oktober 1983) ist eine litauische Badmintonspielerin.

## Karriere
Ugnė Urbonaitė gewann nach acht Juniorentiteln 2003 ihren ersten Meistertitel bei den Erwachsenen in Litauen. Sieben weitere Titel folgten bis 2005. Sie war Mitglied im Club Kelmės BK. Ab 2003 studierte sie an der Fakultät der Geisteswissenschaften der Vytautas-Magnus-Universität in Kaunas.

## Sportliche Erfolge
| Saison | Veranstaltung                    | Disziplin   | Platz | Name                                  |
| ------ | -------------------------------- | ----------- | ----- | ------------------------------------- |
| 1998   | Litauen: Juniorenmeisterschaften | Damendoppel | 1     | Erika Milikauskaitė / Ugnė Urbonaitė  |
| 1999   | Litauen: Juniorenmeisterschaften | Damendoppel | 1     | Erika Milikauskaite / Ugnė Urbonaitė  |
| 2000   | Litauen: Juniorenmeisterschaften | Mixed       | 1     | Domantas Karpas / Ugnė Urbonaitė      |
| 2000   | Litauen: Juniorenmeisterschaften | Dameneinzel | 1     | Ugnė Urbonaitė                        |
| 2000   | Litauen: Juniorenmeisterschaften | Damendoppel | 1     | Erika Milikauskaite / Ugnė Urbonaitė  |
| 2001   | Litauen: Juniorenmeisterschaften | Damendoppel | 1     | Erika Milikauskaite / Ugnė Urbonaitė  |
| 2002   | Litauen: Juniorenmeisterschaften | Damendoppel | 1     | Kristina Dovidaitytė / Ugnė Urbonaitė |
| 2002   | Litauen: Juniorenmeisterschaften | Dameneinzel | 1     | Ugnė Urbonaitė                        |
| 2003   | Litauen: Einzelmeisterschaften   | Dameneinzel | 1     | Ugnė Urbonaitė                        |
| 2003   | Litauen: Einzelmeisterschaften   | Damendoppel | 1     | Ugnė Urbonaitė / Kristina Dovidaitytė |
| 2003   | Litauen: Einzelmeisterschaften   | Mixed       | 1     | Aivaras Kvedarauskas / Ugnė Urbonaitė |
| 2004   | Litauen: Einzelmeisterschaften   | Mixed       | 1     | Kęstutis Navickas / Ugnė Urbonaitė    |
| 2004   | Litauen: Einzelmeisterschaften   | Dameneinzel | 1     | Ugnė Urbonaitė                        |
| 2004   | Litauen: Einzelmeisterschaften   | Damendoppel | 1     | Ugnė Urbonaitė / Akvilė Stapušaitytė  |
| 2005   | Litauen: Einzelmeisterschaften   | Dameneinzel | 1     | Ugnė Urbonaitė                        |
| 2005   | Litauen: Einzelmeisterschaften   | Damendoppel | 1     | Ugnė Urbonaitė / Akvilė Stapušaitytė  |